# جيم دراي
جيم دراي (بالإنجليزية: Jim Dray)‏ هو لاعب كرة قدم أمريكية أمريكي، ولد في 31 ديسمبر 1986 في نيو ميلفورد في الولايات المتحدة.

## وصلات خارجية
- جيم دراي على موقع مرجع كرة القدم المحترفة.كوم (الإنجليزية)